# Hiéroglyphe égyptien P5
Pour les articles homonymes, voir Voile.
Le hiéroglyphe égyptien P5 (voile) est classifiée dans la section P « Bateaux et parties de bateaux » de la liste de Gardiner ; cet hiéroglyphe y est noté P5.

## Représentation
Il représente une voile gonflée par le vent montée sur un mât (hiéroglyphe P6).
Il est translittéré nfw ou ṯȝw.

## Utilisation
| P5 | w | / | G47 | w | P5 |

| P5 | w | / | G47 | w | P5 |

C'est un déterminatif du champ lexical du vent.
| H | U30A | A | P5 | / | H | t · U30 | w | P5 | {1) |

| H | U30A | A | P5 | / | H | t · U30 | w | P5 | {1) |

| P5 | D40 | / | n · f · y | P5 | Z2 · D40 | A1 |

| P5 | D40 | / | n · f · y | P5 | Z2 · D40 | A1 |

## Exemples de mots
| mH | H | i | i | t | P5 |

| mH | H | i | i | t | P5 |

| D · a | P5 |

| D · a | P5 |

| s | n · f | P5 |

| s | n · f | P5 |